# Zenon Smutniak
Zenon Ksawery Smutniak (ur. 3 grudnia 1950 w Szczebrzeszynie) – polski pilot wojskowy, generał brygady Wojska Polskiego, doktor nauk wojskowych, dowódca 2 Dywizji Lotnictwa Myśliwsko-Bombowego (1995–1998), dowódca 2 Brygady Lotnictwa Taktycznego (1998–2000), komendant-rektor Wyższej Szkoły Oficerskiej Sił Powietrznych (2000–2002), zastępca dowódcy Połączonego Centrum Operacji Powietrznych NATO (2003–2006).

## Przebieg służby wojskowej
Po ukończeniu w 1969 Technikum Elektrycznego w Zamościu rozpoczął w 1970 służbę wojskową jako elew Technicznej Szkoły Wojsk Lotniczych w Zamościu. W roku 1971 podjął studia w Wyższej Oficerskiej Szkole Lotniczej w Dęblinie, które ukończył w 1975, z drugą lokatą, jako pilot. Promowany na podporucznika w roku 1975 przez gen. dyw. Henryka Michałowskiego. Po promocji skierowany został do 38 lotniczego pułku szkolnego w Modlinie, następnie do 60 lotniczego pułku szkolnego WOSL w Radomiu. Służył tam do 1981, pełniąc kolejno obowiązki pilota-instruktora, starszego pilota-instruktora, dowódcy klucza i zastępcy dowódcy eskadry lotniczej. We wrześniu 1981 został skierowany na studia w Wojskowej Akademii Lotniczej w Monino w ZSRR, po ukończeniu których w lipcu 1984 objął stanowisko szefa rozpoznania powietrznego w 6 pułku lotnictwa myśliwsko-bombowego z 2 Dywizji Lotnictwa Myśliwsko-Bombowego w Pile. W sierpniu 1984 został skierowany do Tomaszowa Mazowieckiego, gdzie objął funkcję dowódcy eskadry w 66 lotniczym pułku szkolnym WOSL.
W październiku 1985 powraca do Piły na stanowisko dowódcy eskadry lotniczej, następnie zastępcy dowódcy 6 pułku lotnictwa myśliwsko-bombowego. Od 20 sierpnia 1988 do 19 listopada 1991 sprawuje funkcję dowódcy 6 pułku lotnictwa myśliwsko-bombowego w Pile. W listopadzie 1991 został wyznaczony na stanowisko zastępcy dowódcy 2 Dywizji Lotnictwa Myśliwsko-Bombowego w Pile. W 1992 awansowany na pułkownika i został skierowany na Podyplomowe Studia Operacyjno-Strategiczne w Akademii Obrony Narodowej, po czym po ich ukończeniu w 1993 ponownie wyznaczony na stanowisko zastępcy dowódcy 2 DLM-B.
W latach 1995–1998 dowodził 2 Dywizją Lotnictwa Myśliwsko-Bombowego w Pile. W roku 1998 ukończył 6-miesięczny kurs języka angielskiego w Borden, w Kanadzie. 1 sierpnia 1998 przyjął obowiązki dowódcy 2 Brygady Lotnictwa Taktycznego w Poznaniu. W lutym 2000 wygrał ogłoszony konkurs i został komendantem-rektorem Wyższej Szkoły Oficerskiej Sił Powietrznych w Dęblinie. W latach 2000–2004 był prezesem Aeroklubu „Orląt” w Dęblinie. 15 sierpnia 2000 podczas uroczystości z okazji Święta Wojska Polskiego na dziedzińcu Belwederu został awansowany na stopień generała brygady. Akt mianowania odebrał z rąk prezydenta Rzeczypospolitej Polskiej Aleksandra Kwaśniewskiego. W roku 2002 objął stanowisko asystenta dowódcy WLiOP (gen. broni pil. Ryszard Olszewski). W latach 2003–2006 sprawował funkcję zastępcy dowódcy Połączonego Centrum Operacji Powietrznych NATO w Danii. Po powrocie został zastępcą komendanta-rektora Wyższej Szkoły Oficerskiej Sił Powietrznych. W roku 2008 po 38 latach służby zakończył zawodową służbę wojskową.
Pilot klas mistrzowskiej z nalotem ponad 2100 godzin. Żona Bożena i córka Katarzyna. Uprawia tenis ziemny, pływanie i siatkówkę. Interesuje się historią lotnictwa i techniką lotniczą. Biegle zna język rosyjski i angielski.

## Awanse[2]
- podporucznik – 1975
- porucznik – 1978
- kapitan – 1981
- major – 1985
- podpułkownik – 1988
- pułkownik – 1992
- generał brygady – 2000

## Ordery, odznaczenia i wyróżnienia
- Krzyż Oficerski Orderu Odrodzenia Polski – 2005[1]
- Krzyż Kawalerski Orderu Odrodzenia Polski – 2000[11]
- Złoty Krzyż Zasługi[2]
- Odznaka tytułu honorowego „Zasłużony Pilot Wojskowy” – 2000[5]
- Odznaka Pilota Wojskowego

i inne

## Garnizony w przebiegu służby
W 38 letniej służbie wojskowej był w następujących garnizonach:
1. Zamość (1970–1971) → Dęblin (1971–1975) ↘
2. Modlin (1975–1976) → Radom (1976–1981) ↘
3. ZSRR (Monino) (1981–1984) ↘
4. Piła (1984–1984) → Tomaszów Mazowiecki (1984–1985) ↘
5. Piła (1985–1992) ↘
6. Warszawa (1992–1993) → Piła (1993–1998)↘
7. Kanada (1998) ↘
8. Poznań (1998–2000) → Dęblin (2000–2002) → Warszawa (2002–2003)↘
9. Dania (2003–2006)↘
10. Dęblin (2006–2008)